# Европейски път E14
Европейски път E14 е европейски автомобилен маршрут от Тронхайм, Норвегия, до Сундсвал, Швеция, с обща дължина 461 km.
Маршрутът на пътя преминава през градовете Тронхайм – Йостершунд – Сундсвал.